# Тихон, Дан
Дан Тихо́н (ивр. דן תיכון‎; 5 января 1937, Кирьят-Хаим, подмандатная Палестина — 30 сентября 2024, Нешер) — израильский политический деятель, председатель кнессета 14-го созыва.

## Профессиональная деятельность
После службы в армии в качестве ротного старшины в бригаде «Голани» закончил первую степень по экономике и международным отношениям Еврейского университета в Иерусалиме.
В 1970-е годы был советником министра торговли и промышленности Израиля по вопросам регионов развития и малого бизнеса. В течение десяти лет, с 1971 по 1981 год, возглавлял совет директоров государственной строительной компании «Шикун у-Фитуах». В 1977 году он был назначен генеральным директором этой компании.
По окончании парламентской карьеры занимал пост председателя Управления портами Израиля, а после его расформирования — председателя Компании развития и управления имуществом портов Израиля. Подал в отставку с этого поста в январе 2006 года, заявив, что его усилия по борьбе с коррупцией в этом ведомстве были сведены на нет политическими интересантами. При этом компания заявила, что в любом случае Тихона собирались уволить.

## Политическая карьера
В 1981 году Дан Тихон был избран в кнессет 10-го созыва в составе списка движения «Ликуд». Он переизбирался в кнессет на четырёх последующих выборах, оставаясь членом израильского парламента до 1999 года. В свою последнюю каденцию Тихон был председателем кнессета. Он также занимал в кнессете следующие посты:
- Вице-спикер (11-й и 12-й созывы)
- Председатель контрольной комиссии (13-й созыв)
- Председатель аудиторской подкомиссии по профсоюзам (10-й созыв)

С 10-го по 13-й созыв кнессета Дан Тихон был постоянным членом его финансовой и контрольной комиссий (в кнессете 12-го созыва он являлся координатором от оппозиции в финансовой комиссии). Кроме того, в течение двух каденций он был председателем парламентского общества Израиль — Германия.
После выборов в кнессет 15-го созыва Тихон не попал в число членов «Ликуда», прошедших в парламент. Вскоре радиостанция «Галей Цахаль» дала в эфир журналистское расследование, согласно которому Тихон как председатель кнессета подписал закон о льготах израильским парламентариям на приобретение товаров первой необходимости и сам пользовался этими льготами. Тихон подал в суд на радиостанцию и проводившего расследование журналиста Равива Друкера, и в 2003 году суд признал обвинения в его адрес необоснованными, обязав ответчиков выплатить ему 450 тысяч шекелей в виде компенсации.
В марте 2010 года Дан Тихон стал новым председателем Целевой группы по международному сотрудничеству в вопросах просвещения, памяти и исследования Холокоста (англ. Task Force for International Cooperation on Holocaust Education, Remembrance, and Research).
Умер 30 сентября 2024 года в возрасте 87 лет.